# 음력 9월 17일
음력 9월 17일은 음력 9월의 17번째 날이다.

## 사건
- 253년 - 금관가야의 제 3대왕 마품왕이 보위에 오르다.
- 1948년 - 제주 4·3 사건 진압을 거부한 국군 14연대가 봉기하다. (여수·순천 사건)
- 1994년 - 성수대교 붕괴 사고가 일어나다.
- 2014년 -
  - 북한이 경기도 연천군 합수리 일대에서 시민단체가 날린 삐라를 향해 포격을 가해 이 중 수발이 우리 측으로 떨어졌다.
  - 전라북도 부안군 왕등도 서쪽 144km 해역에서 중국어선과 해경의 단속 과정에서 중국어선 선장 쑹 호우 므어씨가 총에 맞아 사망하였다.

## 문화
- 1995년 - 마카오 국제공항 개항.
- 1997년 - 청주방송 텔레비전 개국.

## 사망
- 253년 - 가락국의 제2대 왕 거등왕.
- 2020년 - 대한민국의 코미디언 박지선.

## 같이 보기
- 음력 360일: 1월 2월 3월 4월 5월 6월 7월 8월 9월 10월 11월 12월
- 전날:9월 16일 다음날:9월 18일 - 전달:8월 17일 다음달:10월 17일
- 양력:9월 17일
- 음력, 윤달